# Salzkammergut Klinikum
Das Salzkammergut Klinikum ist ein Spital der Oberösterreichischen Gesundheitsholding mit drei Standorten in den oberösterreichischen Gemeinden Bad Ischl, Gmunden und Vöcklabruck. Der Name leitet sich vom Salzkammergut, in dem die Spitalsstandorte liegen, her. In seiner heutigen Form entstand das Klinikum im Jahr 2014 durch die Zusammenlegung der vormals selbständig geführten Landeskrankenhäuser in den drei Gemeinden. Mit über 1000 Betten und 2900 Mitarbeitern, davon 465 Ärzten, gehört das Klinikum zu den zehn größten Krankenanstalten in Österreich.

## Standorte
Die drei Standorte liegen in den Gemeinden Bad Ischl und Gmunden im Bezirk Gmunden sowie Vöcklabruck im gleichnamigen Nachbarbezirk. In allen drei Gemeinden gibt es bereits seit dem Mittelalter Spitäler oder Krankenanstalten. In den 2000er-Jahren wurden alle Standorte renoviert und ausgebaut, der Standort Vöcklabruck wurde von 1999 bis 2004 neu errichtet und das alte Gebäude im März 2006 gesprengt.
Im Jahr 2018 wurden 63.108 Patienten stationär und 455.335 Patienten ambulant behandelt. Das Spital hatte im Jahr 2014 ein Jahresbudget von 232 Millionen Euro. Die Leitung obliegt der aus drei Direktoren bestehenden Kollegialen Führung, das sind:
- Ärztlicher Direktor Tilman Königswieser; MPH
- Kaufmännischer  Direktor Johann Seethaler
- Pflegedirektorin Renate Nobis, MAS

## Medizinische Fachgebiete
Laut eigenen Angaben werden 40 medizinische Fachgebiete abgedeckt. An allen drei Standorten sind verfügbar:
- Notaufnahme;
- Anästhesiologie und Intensivmedizin;
- Frauenheilkunde und Geburtshilfe;
- Innere Medizin;
- Kinder- und Jugendheilkunde;
- Klinische Psychologie;
- Konsiliarangebot;
- Labordiagnostik und Blutdepot;
- Physikalische Medizin;
- Rehabilitation;
- Radiologie;
- Tages- und Unfallchirurgie;
- Tumorzentrum;
- Zentrale Endoskopie.

Nur an einem oder zwei Standorten werden darüber hinaus die Fachgebiete HNO-Krankheiten, Dialyse, Augenheilkunde, Lungenkrankheiten, Neurologie, Nuklearmedizin, Orthopädie, Palliativstation, Pathologie, Psychiatrie, Urologie und Andrologie angeboten.